# 锡金丝瓣芹
锡金丝瓣芹（学名：Acronema hookeri）为伞形科丝瓣芹属的植物。分布在尼泊尔、锡金以及中国大陆的云南、西藏等地，生长于海拔2,100米至3,200米的地区，常生于林下以及河沟边，目前尚未由人工引种栽培。